# Панков, Юрий Николаевич
Ю́рий Никола́евич Панко́в (1926—2000) — советский хозяйственный, государственный и политический деятель, доктор исторических наук, профессор.

## Биография
Родился в 1926 году. Член КПСС.
С 1949 года — на хозяйственной, общественной и политической работе. Сотрудник международного отдела ЦК КПСС, советник-посланник СССР во Франции, ректор Института общественных наук при ЦК КПСС (1979—1987). В 1966 году защитил кандидатскую диссертацию «Рабочее движение в Бельгии : 1945—1965»".
Умер в Москве в 2000 году.

## Награды
- орден Октябрьской Революции (06.05.1981)
- орден Трудового Красного Знамени (26.08.1971, 14.01.1986)
- орден «Знак Почёта» (03.03.1958, 15.02.1961, 31.12.1966, 13.01.1976)